# Bellefond (Côte-d'Or)
Bellefond é uma comuna francesa na região administrativa da Borgonha-Franco-Condado, no departamento de Côte-d'Or. Estende-se por uma área de 2,47 km². Em 2010 a comuna tinha 900 habitantes (densidade: 364,4 hab./km²).